# Bayubas de Abajo
Bayubas de Abajo ist ein Ort und eine kleine nordspanische Gemeinde (municipio) mit nur 144 Einwohnern (Stand: 2024) in der Provinz Soria in der Autonomen Gemeinschaft Kastilien-León. Zur Gemeinde gehören auch die Weiler Aguilera und La Estación.

## Lage
Der Ort Bayubas de Abajo liegt knapp 50 km (Fahrtstrecke) südwestlich der Provinzhauptstadt Soria in einer Höhe von ca. 920 m. Das Klima im Winter ist kühl, im Sommer dagegen durchaus warm; die eher geringen Niederschläge (ca. 560 mm/Jahr) fallen – mit Ausnahme der eher regenarmen Sommermonate – verteilt übers ganze Jahr.

## Bevölkerungsentwicklung
| Jahr      | 1970 | 1981 | 1991 | 2001 | 2011 | 2021 |
| Einwohner | 517  | 376  | 323  | 282  | 199  | 135  |

Der deutliche Bevölkerungsrückgang im 20. Jahrhundert ist im Wesentlichen auf die Mechanisierung der Landwirtschaft und den damit einhergehenden Verlust an Arbeitsplätzen zurückzuführen.

## Sehenswürdigkeiten
- Kirche Mariä Himmelfahrt in Bayubas de Abajo
- Martinskirche in Aguilera
- Agathenkapelle von Bayubas de Abajo

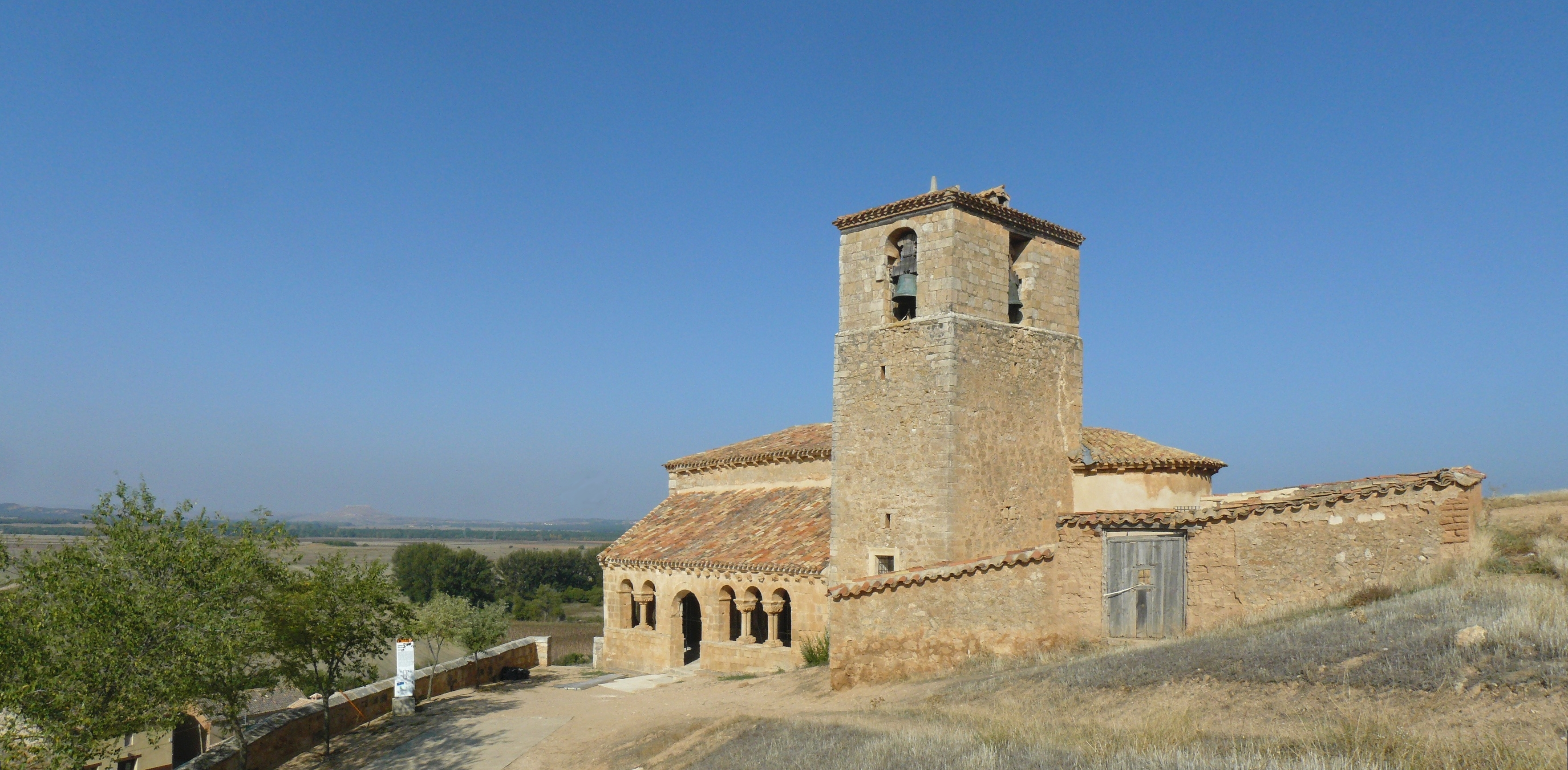
Martinskirche